# Yavuz Özkan
Yavuz Özkan (* 19. Mai 1985 in Denizli) ist ein türkischer Fußballtorwart.

## Spielerkarriere
Özkan begann in der Jugendmannschaft von Denizlispor mit dem Fußball. 2004 erhielt er seinen ersten Profivertrag bei Denizli Belediyespor. Dort war Yavuz zwei Jahre lang Stammtorwart. Der Erstligist Bursaspor wurde auf ihn aufmerksam und verpflichtete ihn 2006. Sein erstes Spiel für Bursa absolvierte der Torhüter in der Saison 2006/07 gegen Galatasaray Istanbul. 
In der Winterpause der Saison 2007/08 wurde er für eine halbe Saison an Tarsus İdman Yurdu verliehen.
Zur Rückrunde der Spielzeit 2012/13 wurde er für den Rest der Spielzeit an den Zweitligisten Adanaspor ausgeliehen. Eine Rückkehr zu Bursaspor folgte nicht, wodurch Özkan ablösefrei zum Zweitligisten Şanlıurfaspor wechselte.
Hier kam er jedoch nur einmal im Pokal zum Einsatz. Zur Winterpause 2013/14 unterschrieb er einen Vertrag bei seinem Jugendverein Denizlispor, kam hier jedoch auch nicht zum Einsatz, sodass der Vertrag zum Saisonende wieder aufgelöst wurde. Ende August 2014 unterschrieb er einen Vertrag beim Drittligaaufsteiger Fatih Karagümrük SK.

## Erfolge
Bursaspor
- Türkischer Meister: 2009/10